# فيليبي يانيز
فيليبي يانيز (بالإسبانية: Felipe Yáñez)‏ ولد بتاريخ 25 يناير 1953 في كوزار، إسبانيا، هو دراج إسباني سابق.

## روابط خارجية
- فيليبي يانيز على موقع أرشيف الدراجات (الإنجليزية)
- فيليبي يانيز على موقع إحصائيات الدراجات الإحترافية (الإنجليزية)
- فيليبي يانيز على موقع CycleBase (الإنجليزية)